# Жак Моше Авдала
Жак Моше Авдала е български художник от еврейски произход – сценограф и живописец.

## Биография
Роден е на 4 януари 1927 година в Истанбул, Турция. През 1954 година завършва Висшия институт по изобразително изкуство „Николай Павлович“ с две специалности – „Театрална декорация“ в класа на проф. Иван Пенков и „Живопис“ в класа на проф. Борис Митов.
След дипломирането си работи в различни институции свързани със сценичните изкуства. От 1954 до 1961 година е главен художествен ръководител в държавния драматичен театър в Русе. От 1961 до 1972 година е главен художник на дирекция „Български циркове“ в София. Работи в Софийския окръжен театър.
Член е на две творческо-синдикални организации – Съюз на българските художници и Съюз на артистите в България (където заема поста на секретар, който отговаря за сценографията).
Умира на 17 август 2000 година в София.